# Décès en juin 2025
Décès
- 2021
- 2022
- 2023
- 2024
- 2025
- 2026
- 2027
- 2028
- 2029

Pour une information complémentaire, voir la page d'aide.

| Date              | Nom                          | Activités | Âge   | Source |
| ----------------- | ---------------------------- | --- | ----- | ------ |
| 30 juin           | Bernard Belloc               | Économiste et professeur d'université français.                                                                                              | 76    |        |
| 30 juin           | Ion Cernea                   | Lutteur roumain, médaillé d'argent et de bronze olympique (1960, 1964).                                                                      | 91    | (ro)   |
| 30 juin           | Pierre Cogen                 | Organiste français. | 93    |        |
| 30 juin           | Kenneth Colley               | Acteur, producteur et scénariste britannique.                                                                                                | 87    | (en)   |
| 30 juin           | Luis Pascual Dri             | Cardinal argentin. | 98    | (en)   |
| 30 juin           | Wanda dos Santos             | Athlète brésilienne spécialiste du 80 m haies et du saut en longueur.                                                                        | 93    | (pt)   |
| 30 juin           | Nydia Quintero               | Philanthrope colombienne. | 92    | (es)   |
| 30 juin           | Lajos Sătmăreanu             | Footballeur international roumain. | 81    | (ro)   |
| 30 juin           | Jim Shooter                  | Auteur de bandes dessinées américain. | 73    | (en)   |
| 29 juin           | Wolfgang Böhmer              | Homme politique allemand. | 89    | (de)   |
| 29 juin           | Stuart Burrows               | Artiste lyrique gallois. | 92    | (en)   |
| 29 juin           | Alain Pelletier              | Industriel et dirigeant sportif français, président la Ligue nationale de basket-ball entre 1999 et 2003.                                    | 92    |        |
| 29 juin           | Bernard Reymond              | Pasteur et théologien suisse. | 92    |        |
| 28 juin           | Georges Aubin                | Enseignant et écrivain canadien. | 83    |        |
| 28 juin           | Gilda Cruz-Romo              | Artiste lyrique soprano mexicaine. | 85    | (es)   |
| 28 juin           | Germán Gullón                | Essayiste espagnol. | 80    | (es)   |
| 28 juin           | Ihor Kalynets                | Poète ukrainien et dissident soviétique. | 85    | (en)   |
| 28 juin           | Dave Parker                  | Joueur américain de baseball. | 74    | (en)   |
| 28 juin           | Jacky Vergnes                | Footballeur français. | 76    |        |
| 27 juin           | Yvette Dardenne              | Collectionneuse belge de boîtes en fer-blanc.                                                                                                | 87    |        |
| 27 juin           | Yves Camus                   | Athlète français spécialiste du sprint. | 95    |        |
| 27 juin           | William Dellinger            | Athlète américain, médaillé de bronze aux Jeux olympiques d'été de 1964.                                                                     | 91    | (en)   |
| 27 juin           | Georges Lini                 | Comédien et metteur en scène belge. | 58    |        |
| 27 juin           | Maud Marin                   | Avocate et femme de lettres française. | 79    |        |
| 27 juin           | Giuseppe Orefici             | Archéologue italien. | 78/79 | (it)   |
| 27 juin           | Bernard Pruvost              | Acteur français. | 68    |        |
| 27 juin           | Hans-Joachim Queisser        | Physicien du solide allemand. | 93    | (de)   |
| 27 juin           | Takahiro Shiraishi           | Tueur en série japonais. | 34    | (en)   |
| 27 juin           | Ilona Silai                  | Athlète roumaine, médaillée d'argent aux Jeux olympiques d'été de 1968.                                                                      | 83    | (ro)   |
| 26 juin           | Monika Hansen                | Actrice allemande. | 83    | (de)   |
| 26 juin           | Peter Hutchinson             | Artiste, graveur et sculpteur britannique.                                                                                                   | 95    | (en)   |
| 26 juin           | Carolyn McCarthy             | Femme politique américaine. | 81    | (en)   |
| 26 juin           | Terry McGee                  | Géographe et chercheur en science sociale néo-zélandais.                                                                                     | 89    | (en)   |
| 26 juin           | Lalo Schifrin                | Compositeur et chef d'orchestre américano-argentin.                                                                                          | 93    |        |
| 26 juin           | Virgil Tănase                | Écrivain et dramaturge roumain et français.                                                                                                  | 79    | (ro)   |
| 25 juin           | Pierre-Louis Castelli        | Journaliste sportif français. | 74    |        |
| 25 juin           | Chua Lam                     | Chroniqueur, critique gastronomique et animateur de télévision singapourien.                                                                 | 83    | (en)   |
| 25 juin           | Xavier Leclercq              | Homme d'affaires français. | 81    |        |
| 25 juin           | Mahshid Moshiri              | Femme de lettres iranienne. | 74    |        |
| 25 juin           | John Mew                     | Orthodontiste britannique. |       | (en)   |
| 25 juin           | Gerry Philbin                | Joueur américain de football américain. | 83    | (en)   |
| 24 juin           | Georges-Henri Beauthier      | Juriste et avocat belge. | 76    |        |
| 24 juin           | Charles Brett                | Contreténor britannique. | 83    |        |
| 24 juin           | Ina Césaire                  | Dramaturge et ethnographe française. | 82    |        |
| 24 juin           | Denys Chabot                 | Écrivain canadien. | 80    |        |
| 24 juin           | Djamel Chaïbi                | Footballeur international algérien. | 65    |        |
| 24 juin           | Serge Fiori                  | Guitariste et auteur-compositeur-interprète canadien.                                                                                        | 73    |        |
| 24 juin           | Bobby Sherman                | Chanteur et acteur américain. | 81    | (en)   |
| 24 juin           | Alvaro Vitali                | Acteur italien. | 75    | (it)   |
| 23 juin           | Mick Ralphs                  | Musicien britannique. | 81    | (en)   |
| 23 juin           | John Clark                   | Footballeur international écossais. | 84    | (en)   |
| 23 juin           | Rebekah Del Rio              | Chanteuse et compositrice américaine. | 57    | (en)   |
| 23 juin           | Jane Stanton Hitchcock       | Romancière, dramaturge et scénariste américaine.                                                                                             | 78    | (en)   |
| 23 juin           | Gérard Lefranc               | Escrimeur français. | 90    |        |
| 23 juin           | Lea Massari                  | Actrice italienne. | 91    | (it)   |
| 23 juin           | Margit Palme                 | Graveuse autrichienne. | 85    | (de)   |
| 23 juin           | Peter Phillips               | Artiste britannique. | 86    | (en)   |
| 23 juin           | Tang Chia                    | Chorégraphe d'arts martiaux chinois. | 88    | (en)   |
| 22 juin           | Pierre Jean Jeanniot         | Administrateur canadien. | 92    |        |
| 22 juin           | Zoran L. Kovačević           | Biochimiste serbe. | 89    | (en)   |
| 22 juin           | Guy Lauzon                   | Homme politique canadien. | 81    | (en)   |
| 22 juin           | Arnaldo Pomodoro             | Sculpteur italien. | 98    | (it)   |
| 22 juin           | Franco Testa                 | Cycliste italien, champion et médaillé d'argent olympique (1960, 1964).                                                                      | 87    |        |
| 21 juin           | Erik Dammann                 | Auteur et écologiste norvégien. | 94    | (no)   |
| 21 juin           | Raïssa Gbédji                | Correspondante de Radio France internationale au Bénin, activiste féministe et chanteuse béninoise.                                          | 52    |        |
| 21 juin           | Mohammad Saeed Izadi         | Officier iranien. | 60/61 | (fa)   |
| 21 juin           | Denis Lathoud                | Joueur international français de handball, médaillé de bronze aux Jeux olympiques d'été de 1992, médaillé d'or au Championnat du monde 1995. | 59    |        |
| 21 juin           | John McCallum                | Homme politique et économiste canadien. | 75    |        |
| 21 juin           | Francesco Pazienza           | Homme d'affaires italien, ex-officier du SISMI.                                                                                              | 79    | (it)   |
| 21 juin           | Umberto Pinardi              | Footballeur italien. | 97    | (it)   |
| 21 juin           | Kailash Purryag              | Homme d'État mauricien. | 77    |        |
| 21 juin           | Frederick W. Smith           | Homme d'affaires et entrepreneur américain.                                                                                                  | 80    | (en)   |
| 21 juin           | Valentina Talyzina           | Actrice soviétique. | 90    | (ru)   |
| 20 juin           | Jérémie Calligiorgis         | Archevêque orthodoxe grec. | 90    |        |
| 20 juin           | Ivar Giaever                 | Physicien norvégien, lauréat du prix Nobel de physique en 1973.                                                                              | 96    | (no)   |
| 20 juin           | Marita Camacho Quirós        | Première dame et supercentenaire costaricienne.                                                                                              | 114   | (es)   |
| 20 juin           | Blake Farenthold             | Homme politique américain. | 63    | (en)   |
| 20 juin           | Francis Graham-Smith         | Astronome britannique. | 102   | (en)   |
| 20 juin           | Gertrud Leutenegger          | Poétesse, romancière et dramaturge suisse.                                                                                                   | 76    |        |
| 20 juin           | Mikhaïl Masline              | Historien russe. | 77    | (ru)   |
| 20 juin           | Ian McLauchlan               | Joueur international de rugby à XV écossais.                                                                                                 | 83    | (en)   |
| 20 juin           | Mieczysław Młynarski         | Joueur et entraîneur polonais de basket-ball.                                                                                                | 69    | (pl)   |
| 20 juin           | Pauli Nevala                 | Athlète finlandais, spécialiste du lancer du javelot, champion aux Jeux olympiques d'été de 1964.                                            | 84    | (fi)   |
| 20 juin           | Patrick Walden               | Musicien britannique. | 46    | (en)   |
| 20 juin           | Yin Fatang                   | Homme politique chinois. | 103   | (zh)   |
| 19 juin           | Geirr Lystrup                | Chanteur, poète, dramaturge et écrivain norvégien pour enfants.                                                                              | 76    | (no)   |
| 19 juin           | Aziza Baroud                 | Femme politique tchadienne. | 59    |        |
| 19 juin           | Jack Betts                   | Acteur américain. | 96    | (en)   |
| 19 juin           | André Fanton                 | Homme politique français. | 97    |        |
| 19 juin           | Lynn Hamilton                | Actrice américaine. | 95    | (en)   |
| 19 juin           | Kenzō Horikoshi              | Producteur et professeur de cinéma japonais.                                                                                                 | 80    | (ja)   |
| 19 juin           | Raymond Laflamme             | Physicien canadien. | 64    | (en)   |
| 19 juin           | António Morato               | Footballeur international portugais. | 88    | (pt)   |
| 19 juin           | Rick Odums                   | Chorégraphe américain. | 70    |        |
| 19 juin           | Gailard Sartain              | Acteur américain. | 81    | (en)   |
| 18 juin           | Lou Christie                 | Chanteur américain. | 82    | (en)   |
| 18 juin           | Guy Husson                   | Athlète français, spécialiste du lancer du marteau.                                                                                          | 94    |        |
| 18 juin           | Konstantin Kokora            | Patineur artistique et entraîneur russe représentant l'Union soviétique.                                                                     | 67    | (ru)   |
| 18 juin           | Leonardo Morlino             | Politologue italien. | 77    | (it)   |
| 18 juin           | Braulio Musso                | Footballeur international chilien. | 95    | (es)   |
| 18 juin           | Mark Peploe                  | Réalisateur, scénariste de cinéma britannique.                                                                                               | 82    | (en)   |
| 17 juin           | Jacques Badoz                | Physicien français. | 99    |        |
| 17 juin           | Alfred Brendel               | Pianiste autrichien. | 94    |        |
| 17 juin           | Anne Burrell                 | Cheffe américaine. | 55    | (en)   |
| 17 juin           | Louis Carra                  | Footballeur français. | 93    |        |
| 17 juin           | Giuseppe Gaspari             | Footballeur puis entraîneur italien. | 92    |        |
| 17 juin           | Manuel Hermoso               | Homme politique espagnol. | 89    | (es)   |
| 17 juin           | Léon Krier                   | Architecte et un urbaniste luxembourgeois.                                                                                                   | 79    | (en)   |
| 17 juin           | Bernard Lacombe              | Footballeur puis dirigeant sportif international français.                                                                                   | 72    |        |
| 17 juin           | Philippe Louis-Dreyfus       | Homme d'affaires français. | 80    |        |
| 17 juin           | François Marcela-Froideval   | Scénariste français de bande dessinée, de jeu vidéo et de jeu de rôle.                                                                       | 66    |        |
| 17 juin           | Ali Shadmani                 | Officier militaire iranien. | ?     |        |
| 17 juin           | Guido Tenesi                 | Hockeyeur sur glace américain. | 71    | (en)   |
| 16 juin           | Patti Drew                   | Chanteuse américaine. | 80    | (en)   |
| 16 juin           | Jacques Gasc                 | Joueur français de rugby à XV. | 75    |        |
| 16 juin           | Daniel Kleppner              | Physicien américain. | 92    | (en)   |
| 16 juin           | Jan Tesař                    | Essayiste, historien et dissident tchécoslovaque puis tchèque.                                                                               | 92    | (cs)   |
| 16 juin           | Ernst Tippelt                | Footballeur allemand. | 82    |        |
| 16 juin           | Jacques Vidal                | Officier général français. | 88    |        |
| 16 juin           | Kim Woodburn                 | Présentatrice de télévision britannique. | 83    | (en)   |
| 16 juin           | Manuel Zarzo                 | Acteur espagnol. | 93    | (es)   |
| 15 juin           | Juan Calzadilla              | Poète, peintre, critique d'art vénézuélien.                                                                                                  | 94    | (es)   |
| 15 juin           | Sven-Åke Johansson           | Percussionniste, batteur et accordéoniste suédois de free jazz.                                                                              | -     | (de)   |
| 15 juin           | Gunther Köhler               | Herpétologiste allemand. | 60    | (de)   |
| 15 juin           | William Langewiesche         | Journaliste et écrivain américain. | 70    | (en)   |
| 15 juin           | Hassan Mohaghegh             | Général de brigade du Corps des gardiens de la révolution islamique iranien.                                                                 |       | (fa)   |
| 15 juin           | Krystyna Palmowska           | Alpiniste polonaise. | 76    | (en)   |
| 14 juin           | Joanna Bacon                 | Actrice britannique. | 72    | (en)   |
| 14 juin           | Kate Delbarre-d'Oriola       | Escrimeuse française. | 100   |        |
| 14 juin           | Guillaume Bijl               | Artiste belge. | 79    | (nl)   |
| 14 juin           | Violeta Barrios de Chamorro  | Femme d'État nicaraguayenne. | 95    | (en)   |
| 14 juin           | Rolland Guay                 | Réalisateur canadien. | 94    |        |
| 14 juin           | Melissa Hortman              | Femme politique américaine. | 55    | (en)   |
| 14 juin           | Vladimir Korotkov            | Joueur de tennis soviétique. | 77    | (ru)   |
| 14 juin           | Florence Reynaud             | Écrivaine française. | 71    |        |
| 14 juin           | Joel Shapiro                 | Sculpteur américain. | 83    | (en)   |
| 14 juin           | Turki al-Jasser              | Journaliste saoudien, victime d'une disparition forcée puis exécuté.                                                                         | ?     | (de)   |
| 13 juin           | Fereydoun Abbassi            | Physicien iranien. | 66    | (en)   |
| 13 juin           | Mohammad Hussein Baqeri      | Officier iranien, chef d'état-major des Forces armées iraniennes.                                                                            | 64/65 |        |
| 13 juin           | Atul Butte                   | Biologiste américain. | 55    | (en)   |
| 13 juin           | Juan Carlos Carone           | Footballeur international argentin. | 83    | (es)   |
| 13 juin           | Jeannine Dion-Guérin         | Femme de lettres, poète, comédienne, conférencière, animatrice de radio française.                                                           | 92    |        |
| 13 juin           | Agathe Gaillard              | Galeriste française. | 83    |        |
| 13 juin           | Franzo Grande Stevens        | Avocat italien, dirigeant du club de football turinois la Juventus.                                                                          | 96    | (it)   |
| 13 juin           | Amir Ali Hajizadeh           | Militaire iranien, général de brigade et commandant de la Force aérospatiale de l'armée des Gardiens de la révolution islamique.             | 63    |        |
| 13 juin           | Abdulhamid Minouchehr        | Physicien nucléaire et ingénieur nucléaire iranien.                                                                                          | 63    | (fa)   |
| 13 juin           | Louis Moholo                 | Batteur de jazz sud-africain. | 85    | (en)   |
| 13 juin           | Piotr Nowina-Konopka         | Universitaire et militant politique polonais.                                                                                                | 76    | (pl)   |
| 13 juin           | Ferjan Ormeling Jr.          | Cartographe néerlandais. | 82    | (en)   |
| 13 juin           | Herbert Poole                | Joueur et entraîneur de rugby à XIII australien.                                                                                             | 94    | (en)   |
| 13 juin           | Mehdi Rabbani                | Général de brigade iranien. | ?     |        |
| 13 juin           | Gholam Ali Rashid            | Officier iranien. | 71/72 | (en)   |
| 13 juin           | Hossein Salami               | Officier iranien, commandant en chef du Corps des gardiens de la révolution islamique.                                                       | 64/65 |        |
| 13 juin           | Artur Santos                 | Footballeur international portugais. | 94    | (pt)   |
| 13 juin           | Mohammad Mehdi Tehranchi     | Physicien théoricien et scientifique nucléaire iranien.                                                                                      | 59    | (en)   |
| 13 juin           | Ahmadreza Zolfaghari Daryani | Professeur de physique nucléaire iranien. | 65    | (en)   |
| 12 juin           | Éric Denécé                  | Auteur français. | 62    |        |
| 12 juin           | Bernard Cassen               | Journaliste et professeur d'université français, cofondateur d'ATTAC.                                                                        | 87    |        |
| 12 juin           | Patience Eboumbou            | Ingénieure en télécommunication et femme politique camerounaise.                                                                             |       |        |
| 12 juin           | Shiho Fujimura               | Actrice japonaise. | 86    | (ja)   |
| 12 juin           | Zoltán Horváth               | Escrimeur hongrois, champion et médaillé d'argent aux Jeux olympiques d'été de 1960.                                                         | 88    | (hu)   |
| 12 juin           | Gérard La Forest             | Avocat et juge canadien. | 99    |        |
| 12 juin           | Tenzin Namdak                | Chef religieux tibétain. | 98    | (en)   |
| 12 juin           | Vatimi Rayalu                | Homme politique fidjien. | -     | (en)   |
| 12 juin           | René Zingraff                | Chef d'entreprise français. | 88    |        |
| 11 juin           | Dana Puchnarová              | Peintre, graphiste et lithographe, tchécoslovaque puis tchèque.                                                                              | 87    | (cs)   |
| 11 juin           | Marc'O                       | Écrivain, chercheur, metteur en scène, dramaturge et cinéaste français.                                                                      | 98    |        |
| 11 juin           | John Robbins                 | Écrivain américain. | 77    | (en)   |
| 11 juin           | Tetsuo Satō                  | Volleyeur japonais, champion et médaillé d'argent olympique (1968, 1972).                                                                    | 76    | (ja)   |
| 11 juin           | Paul Shooner                 | Entrepreneur et homme politique québécois.                                                                                                   | 102   | (en)   |
| 11 juin           | Brian Wilson                 | Musicien, auteur-compositeur, chanteur et producteur américain fondateur du groupe The Beach Boys.                                           | 82    |        |
| 10 juin           | Bujar Bukoshi                | Homme politique kosovar. | 78    | (sq)   |
| 10 juin           | Bernard Samson               | Footballeur français. | 66    |        |
| 10 juin           | Suchinda Khra-prayun         | Homme d'État thaïlandais. | 91    | (en)   |
| 10 juin           | José Enrique Serrano         | Homme politique espagnol. | 75    | (es)   |
| 10 juin           | Paul Thomas                  | Réalisateur de films pornographiques américain.                                                                                              | 78    | (es)   |
| 10 juin           | Günther Uecker               | Artiste allemand. | 95    | (de)   |
| 10 juin           | Gazi Yaşargil                | Scientifique et neurochirurgien turc. | 99    |        |
| 10 juin           | Harris Yulin                 | Acteur américain. | 87    | (en)   |
| 9 juin            | Victor-Lévy Beaulieu         | Dramaturge, journaliste et écrivain canadien.                                                                                                | 79    |        |
| 9 juin            | Constance Cumbey             | Avocate, militante, et écrivaine évangélique américaine.                                                                                     | 81    | (en)   |
| 9 juin            | Frederick Forsyth            | Journaliste, romancier britannique. | 86    |        |
| 9 juin            | Uiliami Fukofuka             | Homme politique tongien. | 77    | (en)   |
| 9 juin            | Tibor Kincses                | Judoka hongrois, médaillé de bronze aux Jeux olympiques d'été de 1980.                                                                       | 65    | (hu)   |
| 9 juin            | Pik-Sen Lim                  | Actrice malaisienne. | 80    | (en)   |
| 9 juin            | Kimiko Nishimoto             | Photographe et célébrité d'Internet japonaise                                                                                                | 96    | (ja)   |
| 9 juin            | Chris Robinson               | Acteur américain. | 86    | (es)   |
| 9 juin            | Marcel Sabou                 | Footballeur roumain. | 59    | (es)   |
| 9 juin            | Sly Stone                    | Chanteur et musicien américain. | 82    | (en)   |
| 8 juin            | Éric Bhat                    | Journaliste français spécialisé dans la presse automobile.                                                                                   | 68    |        |
| 8 juin            | Lawrence Eugene Brandt       | Prêtre catholique américain. | 86    | (en)   |
| 8 juin            | Ewa Dałkowska                | Actrice polonaise. | 78    | (pl)   |
| 8 juin            | Pierre Dubois                | Homme politique suisse. | 86    |        |
| 8 juin            | David Greenwood              | Joueur de basket-ball américain. | 68    | (en)   |
| 8 juin            | Nina Kuscsik                 | Athlète américaine. | 86    | (en)   |
| 8 juin            | Anthony Reid                 | Historien australien. | 85    | (id)   |
| 8 juin            | Uriah Rennie                 | Arbitre de football jamaïcain. | 65    |        |
| 8 juin            | Stu Wilson                   | Joueur de rugby à XV néo-zélandais. | 70    | (en)   |
| 7 juin            | Francis Giacobetti           | Photographe et réalisateur de cinéma français.                                                                                               | 85    |        |
| 7 juin            | René Jourdan                 | Athlète français. | 82    |        |
| 7 juin            | Vladimír Smutný              | Directeur de la photographie tchèque. | 82    | (cs)   |
| 6 juin            | Changuito                    | Percussionniste cubain. | 77    | (es)   |
| 6 juin            | Mike Ejeagha                 | Folkloriste, auteur-compositeur et musicien nigerian.                                                                                        | 95    | (en)   |
| 6 juin            | William Harrop               | Diplomate américain. | 96    | (en)   |
| 6 juin            | Scott Metcalfe               | Joueur de hockey sur glace canadien. | 58    | (en)   |
| 6 juin            | Ibrahima N'Diaye             | Homme politique malien. | 77    |        |
| 6 juin            | Claude Poissant              | Acteur, metteur en scène, dramaturge et scénariste québécois.                                                                                | 69    |        |
| 6 juin            | Raidi                        | Homme politique tibétain. | 86    | (zh)   |
| 6 juin            | Marlène Zarader              | Philosophe, professeure émérite française.                                                                                                   | 75    |        |
| 5 juin            | Djoher Amhis-Ouksel          | Essayiste et femme de lettres algérienne. | 97    |        |
| 5 juin            | Bill Atkinson                | Informaticien américain. | 74    | (en)   |
| 5 juin            | Diana Domingues              | Enseignante, chercheuse et artiste numérique brésilienne.                                                                                    | 77/78 | (pt)   |
| 5 juin            | Michel Enock                 | Mathématicien français. | 78    |        |
| 5 juin            | Edgar Lungu                  | Homme d'État zambien. | 68    | (en)   |
| 5 juin            | Albert de Pury               | Exégète biblique suisse. | 84    |        |
| 5 juin            | Michel Schifres              | Journaliste français. | 79    |        |
| 5 juin            | Pierre Toubert               | Historien français. | 92    |        |
| 5 juin            | Wolfgang Trampe              | Écrivain, éditeur et scénariste allemand. | 86    | (de)   |
| 4 juin            | Richard Alba                 | Sociologue et démographe américain. | 82    | (en)   |
| 4 juin            | William Cran                 | Producteur de cinéma, réalisateur et scénariste américain.                                                                                   | 79    | (en)   |
| 4 juin            | Nicole Croisille             | Chanteuse, danseuse et actrice française. | 88    |        |
| 4 juin            | Eduardo Gageiro              | Photographe portugais. | 90    | (pt)   |
| 4 juin            | Marc Garneau                 | Astronaute, administrateur et homme politique canadien.                                                                                      | 76    |        |
| 4 juin            | Niède Guidon                 | Archéologue brésilienne. | 92    | (pt)   |
| 4 juin            | Clifton Jones                | Acteur britannique. | 87    | (en)   |
| 4 juin            | Philippe Labro               | Journaliste et écrivain français. | 88    |        |
| 4 juin            | Daniel Lelong                | Éditeur, marchand d'art et artiste visuel français.                                                                                          | 91    |        |
| 4 juin            | Neven Šimac                  | Avocat et traducteur croate. | 81    | (hr)   |
| 4 juin            | Enzo Staiola                 | Acteur italien. | 85    | (it)   |
| 4 juin            | Arnold Wise                  | Batteur de jazz britannique. | 89    | (en)   |
| 3 juin            | Samiha Ayoub                 | Actrice égyptienne. | 93    | (ar)   |
| 3 juin            | Cristian Brenna              | Grimpeur italien. | 54    | (en)   |
| 3 juin            | Josip Joška Broz             | Homme politique yougoslave puis serbe. | 77    | (hr)   |
| 3 juin            | Eugen Doga                   | Compositeur moldave. | 88    | (ru)   |
| 3 juin            | Frankie Jordan               | Chanteur français. | 86    |        |
| 3 juin            | Jim Marshall                 | Joueur américain de football américain. | 87    | (en)   |
| 3 juin            | Obisia Nwakpa                | Boxeur nigérian. | 75    | (en)   |
| 3 juin            | Osvaldinho                   | Footballeur international portugais. | 79    | (pt)   |
| 3 juin            | Juliette Powell              | Animatrice de télévision et journaliste américano-canadienne.                                                                                | 54    |        |
| 3 juin            | Edmund White                 | Romancier, biographe et critique littéraire américain.                                                                                       | 85    | (en)   |
| 2 juin            | Errol Bennett                | Footballeur français. | 75    |        |
| 2 juin            | Birgit Carlstén              | Actrice et chanteuse suédoise. | 75    | (en)   |
| 2 juin            | Edward Brian Davies          | Mathématicien britannique. | 80    | (de)   |
| 2 juin            | Abdelhak El Merini           | Historien, haut fonctionnaire et écrivain marocain.                                                                                          | 91    | (en)   |
| 2 juin            | Roger Freeman                | Homme politique britannique. | 83    | (en)   |
| 2 juin            | Henry Leppä                  | Hockeyeur sur glace finlandais. | 78    | (fi)   |
| 2 juin            | David McGillivray            | Patineur artistique canadien. | 75    | (en)   |
| 2 juin            | Pierre Nora                  | Historien français. | 93    |        |
| 2 juin            | Jean-Pierre Pernot           | Homme politique français. | 77    |        |
| 2 juin            | Jochen Richter               | Réalisateur et scénariste allemand. | 83    | (de)   |
| 2 juin            | Bruno Roy                    | Médiéviste canadien. | 89/90 |        |
| 2 juin            | Morris Talansky              | Homme d'affaires américain. | 92    | (en)   |
| 2 juin            | Xu Qiliang                   | Homme politique chinois. | 75    | (en)   |
| 1er juin          | Raymond Destin               | Entraîneur de football français. | 79    |        |
| 1er juin          | Fred Espenak                 | Astrophysicien américain. | 71    | (en)   |
| 1er juin          | Jonathan Joss                | Acteur américain. | 59    | (en)   |
| 1er juin          | Aïché Seïtmouratova          | Historienne, militante des droits de l'homme et dissidente soviétique.                                                                       | 88    | (en)   |
| 1er juin          | Steve Wright                 | Joueur américain de football américain. | 82    | (en)   |
| date indéterminée | Alan Peacock                 | Footballeur international anglais. | 87    | (en)   |